# 15887 Daveclark
15887 Daveclark este o planetă minoră (asteroid), cu un diametru de 7,659 km, din centura de asteroizi. A fost descoperită pe 4 martie 1997 la Observatorul Național Kitt Peak de Spacewatch. 
Obiectul prezintă o orbită caracterizată de o semiaxă mare de 3,0557268 UAi, o excentricitate de 0,2087, o înclinație de 1,88805 ° în raport cu ecliptica.